# جانا تشوفيتش
جانا تشوفيتش (بالكرواتية: Žana Čović) مواليد 20 أغسطس 1989 في تروغير، كرواتيا، هي لاعبة كرة يد كرواتية تلعب كظهير أيمن. مثلت منتخب كرواتيا لكرة اليد للسيدات. حققت المركز الثالث في ألعاب البحر الأبيض المتوسط 2013.

## سجل المنافسة
شاركت في البطولات التالية:
- بطولة أوروبا لكرة اليد للسيدات 2012
- بطولة أوروبا لكرة اليد للسيدات 2014

## الميداليات
| الميدالية | المسابقة                        |
| --------- | ------------------------------- |
| برونزية   | ألعاب البحر الأبيض المتوسط 2013 |

## روابط خارجية
- جانا تشوفيتش على موقع الاتحاد الأوروبي لكرة اليد (الإنجليزية)